# Beit Dagan
Beit Dagan (hebräisch בֵּית דָּגָן) ist ein Lokalverband im Zentralbezirk von Israel mit 7211 Einwohnern (2018) auf einer Fläche von 1,53 km².

## Geschichte
Beit Dagan wurde 1948 gegründet. 1958 wurde der Ort zum Lokalverband ernannt.

## Bevölkerungsentwicklung
| Jahr      | 1955  | 1961  | 1972  | 1983  | 1995  | 2005  | 2012  | 2015  | 2017  |
| Einwohner | 2.800 | 2.900 | 2.800 | 2.200 | 2.600 | 5.400 | 7.050 | 7.099 | 7.143 |

## Galerie

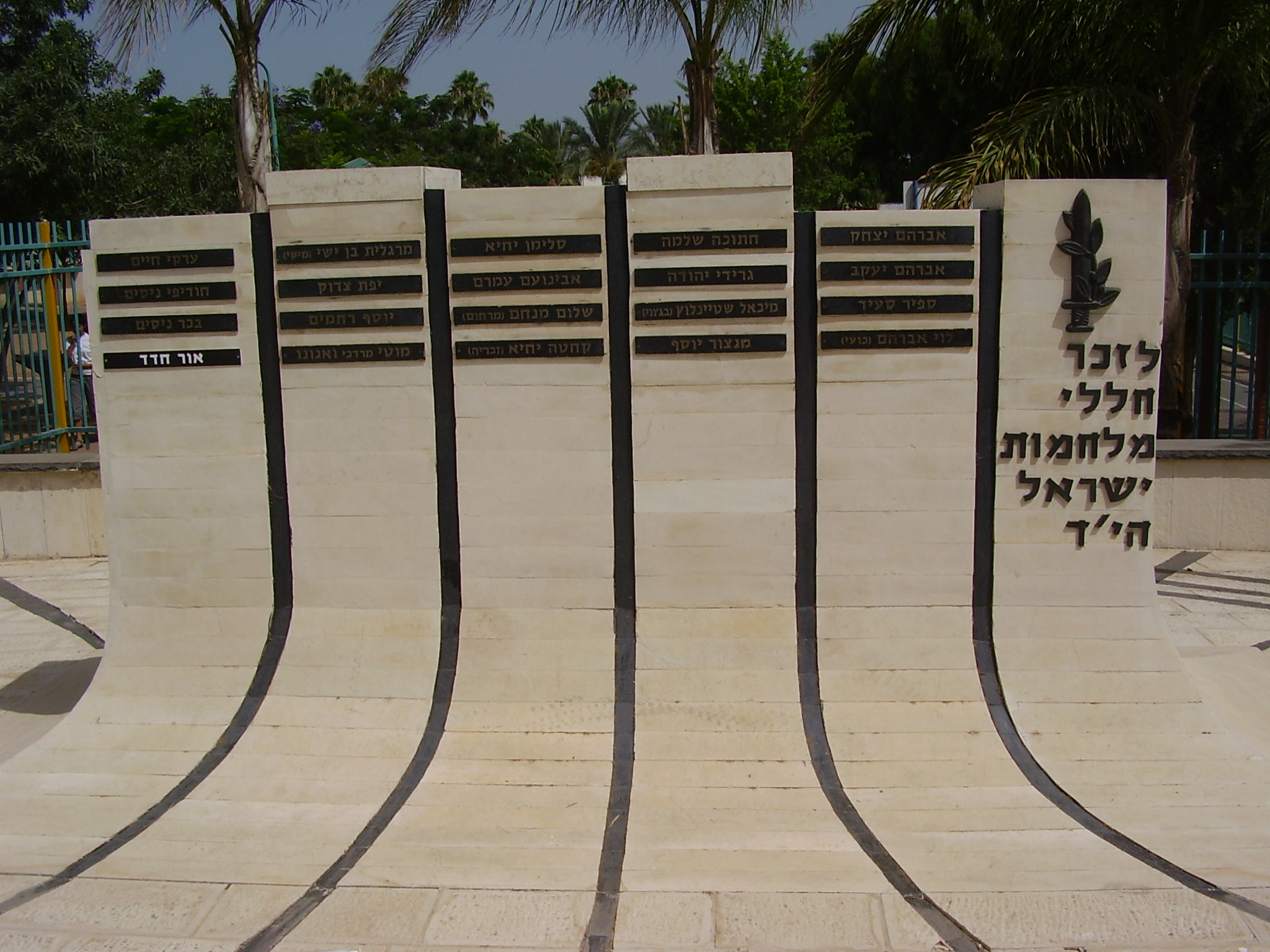
Kriegsdenkmal in Beit Dagan.